# الحالة المحيرة لبنجامين بتن
الحالة المُحيرة لبنجامين بتن (بالإنجليزية: The Curious Case of Benjamin Button)‏ هو فيلم درامي رومانسي خيالي أمريكي من إخراج ديفيد فينشر سنة 2008، ومن بطولة براد بيت في دور رجل يتقدم في العمر بالعكس وكيت بلانشيت في دور حبيبته طوال حياته. الفيلم أيضًا من بطولة تاراجي بيندا هينسون، وماهرشالا علي، وجوليا أورموند، وجيسون فليمينغ، وإيلياس كوتياس، وتيلدا سوينتون. الفيلم مبني عن القصة القصيرة التي تحمل الاسم ذاته، والتي تم إصدارها عام 1922 للكاتب الأمريكي الراحل فرنسيس سكوت فيتسجيرالد.
اشترى المنتج راي ستارك حقوق الفيلم للقيام بتحويل القصة القصيرة إلي فيلم سينمائي في منتصف الثمانينات مع قيام شركة يونيفرسال بيكشرز بتمويل الفيلم، لكنه كافح من أجل التشريع في المشروع حتى باع الحقوق للمنتجين كاثلين كينيدي وفرانك مارشال في التسعينات. على الرغم من أنه تم نقل المشروع إلى شركة باراماونت بيكتشرز في التسعينات، إلا أن الفيلم لم يدخل الإنتاج إلا بعد توقيع فينشر وبيت مع بقية الممثلين في عام 2005. بدأ التصوير الرئيسي للفيلم في نوفمبر 2006 وانتهى في سبتمبر 2007. عمل المجال الرقمي على التأثيرات البصرية للفيلم، وخاصةً في عملية تحول شخصية بيت.
تم إصدار الفيلم في أمريكا الشمالية في 25 ديسمبر 2008، ولقي نجاحًا في شباك التذاكر، حيث حقق 335.8 مليون دولار في جميع أنحاء العالم مقابل ميزانيته البالغة 167 مليون دولار. كذلك تلقي الفيلم مراجعات إيجابية من النقاد، والذين أثنوا على إخراج فينشر، وأداء بيت، وقيم الإنتاج، والمؤثرات البصرية. حصل الفيلم على ثلاثة عشر ترشيحًا لجوائز الأوسكار، من بينها جائزة أفضل مخرج سينمائي لفينشر، وجائزة أفضل فيلم، وجائزة أفضل ممثل لبراد بيت، وجائزة أفضل ممثلة مساعدة لتاراجي بيندا هينسون، وفاز بثلاث جوائز أوسكار، هي جائزة الأوسكار لأفضل مكياج فني، وجائزة الأوسكار لأفضل تأثيرات بصرية، وجائزة الأوسكار لأفضل إخراج فني.

## القصة
في شهر أغسطس من عام 2005 كانت ديزي (كيت بلانشيت) -وعمرها 81 عامًا- تحتضر وبقربها ابنتها كارولاين (جوليا أورموند) -التي يبلغ عمرها 37 عامًا- في مستشفى نيو أورلينز في الوقت الذي كان فيه إعصار كاترينا قد جاء. تخبر ديزي ابنتها عن قصة صانع ساعات أعمى اسمه غاتو (إيلياس كوتياس) الذي وكلت إليه صناعة ساعة محطة قطار نيو أورلينز. بعد أن جاءه نبأ مقتل ابنه في الحرب العالمية الأولى، أكمل عمله في صناعة الساعة لكنه صممها عمدًا لتدور بالعكس عسى أن ترجع بالزمن ليعود قتلى الحرب. بعد أن انتهت ديزي من رواية القصة طلبت من كارولاين قراءة مذكرات تحتوي صورًا وبطاقات بريدية بصوت مرتفع كتبها بنجامين بوتون (براد بيت). تبدأ كارولاين في قراءة القصة لتبدأ رواية بنجامين.
في يوم 11 نوفمبر من عام 1918 وبينما يحتفل أهل نيو أورلينز بنهاية الحرب العالمية الأولى، وُلد طفل صغير على هيئة عجوز ثمانيني. توفيت والدة الطفل بعد فترة قصيرة من الولادة فيأخذه والده ويرميه عند عتبة دار لرعاية المسنين. تجد الطفل كويني (تاراجي بيندا هينسون) وزوجها تيزي (ماهرشالا علي) اللذان يعملان في الدار.
على مدار القصة ينمو جسم بنجامين بالعكس ليبدو مع مرور الزمن أصغر. في عشرينيات القرن العشرين، شكّل صداقة مع نغوندا أوتي الذي اعتاد الجلوس على ضفة النهر ومع مابل السبعينية التي تحب الموسيقى ويكتشف أن جد تيزي عمل للممثل جون سيلكز بوث. في عام 1930، قابل بنجامين -الذي بدى كمسن سبعيني- فتاة عمرها 12 سنة تدعى ديزي جاء لزيارة جدتها التي تعيش في دار الرعاية. لعبا سويًا واستمعا لجدة ديزي وهي تروي القصص. في عام 1934 توفيت مابل وبدأ بنجامين العمل في سفينة سحب في مرسى نيو أورلينز في سفينة قبطانها رسّام أوشمة يدعى مايك (جاريد هاريس). في وقت فراغهما أخذه القبطان إلى حانة ليشربا الخمر وليمارسا الجنس مع العاهرات. هناك التقى بنجامين لأول مرة بوالده توماس بوتون لكنه الوالد لم يعرّف بنفسه. في عام 1936، غادر بنجامين نيو أورلينز لرحلة عمل طويلة مع قارب السحب. طلبت منه ديزي أن يرسل لها بطاقات بريدية من كل مكان يقف فيه. أرسل لها عندما كان في مدينة ميورمانسك في روسيا أنه واقع في حب امرأة أخرى حينما بدأ علاقة غرامية مع إليزابيث أبوت (تيلدا سوينتون) التي كانت متزوجة وتكبره سنًا. في 8 ديستمبر 1941 قطعت علاقتها به تاركة له ورقة مكتوب فيها «سُعِدت بلقائك».
عندما كان طاقم سفية السحب في روسيا، سمعوا عن هجوم بيرل هاربر فأخبر مايك الطاقم أن سفينته «تشلسي» انضمت إلى بحرية الولايات المتحدة. عمل طاقم تشلسي أثناء الحرب على سحب السفن المتضررة. في أحد الأيام وقف الطاقم على سفينة دمرتها قذيفة غواصة، فعزم الطاقم على مهاجمة الغواصة يو-بوت التي دمّرت السفينة. انطلقت تشلسي لترتطم بالغواصة فغرقتا كلاهما وغرق كل الطاقم عدا بنجامين ومعه رجل آخر.
في عام 1945 عاد بنجامين إلى نيو أورلينز ليكتشف أن ديزي -التي أصبح عمرها 21 عامًا- أصبحت راقصة ناجحة في مدينة نيويورك. في عام 1947، التقى بنجامين بتوماس بوتون مجددًا فأخبره أنه والده وورّثه منزله وقاربه وممتلكات أخرى للعائلة ثم توفي بعد ذلك بوقت قصير. في عام 1951 جاء بنجامين إلى مدينة نيويورك ليلقى ديزي في أحد عروضها ليكتشف أن ديزي واقعة في حب أحد راقصي الفريق فيمضي على مضض محاولًا تقبل الأمر. تتوقف ديزي عن الرقص بعد أن كُسِرت ساقها في حادثة سير وقع لها في باريس نتيجة لتواتر أحداث صغيرة سيئة. أتى بنجامين إلى باريس ليطمئن على حالتها، فعَجِبت من منظره الشاب لكنها طلبت منه أن يبتعد عنها. في عام 1962 عادت ديزي إلى نيو أورلينز والتقت ببنجامين. وقعا في الحب وانتقلا معًا إلى شقة. في هذه الأثناء كانا جسديًا في نفس العمر تقريبًا لكنهما كانا قلقين من أن ديزي تكبر وبنجامين يصغر. في عام 1967 اكتشف بنجامين أن كيوني توفيت وأن ديزي حامل. في عام 1968، ولدت ديزي طفتلها كارولاين. في عام 1969، ترك بنجامين العائلة بعد أن باع ممتلكاته وأعطاها لديزي لأنه اعتقد أنه لن يكون قادرًا على أن يكون أبًا للطفلة لأنه يصغر ولأن ديزي لن تكون قادرة على الاعتناء بطفلين.
بعد أن قرأت كارولاين هذا الجزء، اكتشفت أن بنجامين هو والدها فحزنت لأن ديزي لم تخبرها بذلك طوال تلك المدة، لكنها اكتشفت أيضًا أن بنجامين كان يرسل لها بطاقات بريدية من كل مكان في كل عيد ميلاد لها مُعبرًا عن حبه لها.
في عام 1980، عاد بنجامين ليلتقي بديزي في صالة الرقص التي تملكها. كانت ديزي -التي أصبح عمرها 56 عامًا- متزوجة من روبرت وليامز. تقول ديزي لزوجها ولابنتها أن بنجامين صديق قديم للعائلة. التقت ديزي ببنجامين في شقته وتبادلا الحب، إلا أنهما أدركا أن ديزي أصبحت كبيرة على أن تبقى مع بنجامين. استمر جسد بنجامين في النمو للأصغر. في علم 1991 تلقت ديزي مكالمة من نشطاء اجتماعيين أخبروها أنهم وجدوا بنجامين -الذي بدى جسديًا بعمر 12 سنة- وأنهم اتصلوا بها لأن اسمها متكرر في يومياته. كان النشطاء يعتقدون أن بنجامين مصاب بالخرف لأنه لا يستطيع تذكر أي شيء عن ماضيه. انتقلت ديزي إلى دار الرعاية لتعتني ببنجامين في أواخر القرن العشرين، وفي هذه الأثناء نسي بنجامين القدرة على المشي والكلام.
في عام 2002، أزيلت ساعة محطة القطار التي صنعها غاتو واستبدلت بساعة أخرى. في ربيع عام 2003، توفي بنجامين الذي بدى جسديًا كرضيع بعد أن أغلق عينيه لينام في حضن ديزي. أخيرًا انقطع التيار الكهربي بسبب الإعصار، وبينما تستعد كارولاين لمغادرة الغرفة، توفيت ديزي.

## الممثلون
- براد بيت بدور بنجامين بتن (بالغ)، والد كارولين البيولوجي
- روبرت تاورز مثل دور بنيامين بتن (الكبار الظاهر)
- بيتر دونالد بادالامنتي الثاني كما بنيامين زر (الكبار الظاهر)
- توم إيفرت مثل دور بنيامين بتن (بالغ)
- سبنسر دانيلز مثل دور بنيامين بتن (عمره 12)
- تشاندلر كانتربري مثل دور بنيامين بتن (في سن الـ8)
- تشارلز هنري ويسون كما بنيامين زر (عمر 6)
- كيت بلانشيت مثلت دور ديزي فولر (للبالغين)
- إيل فانينغ مثلت دور ديزي فولر (سن 7)
- ماداسين بيتي دور ديزي فولر (عمر 10 سنوات)
- تاراجي بيندا هينسون كما كويني
- جوليا أورموند ادت دور كارولين فولر (الكبار)، بنيامين وابنة ديزي ل
- كاتا هيولز ك كارولين فولر (12 سنة)
- شيلوه جولي بيت كارولين فولر (عمر 2)
- جيسون فليمينغ ادى دور توماس زر، والد بنيامين
- ماهرشالا علي أدى دور الريش تيزي
- جاريد هاريس أدى دور الكابتن مايك كلارك
- فون A. الدوائر دوروثي بيكر
- إيلياس كوتياس كما مونسيو غاتيو، وهو صانع الساعات أعمى في قصة ديزي يقول كارولين
- إد ميتزجر كما ثيودور روزفلت
- فيليس سمرفيل كما الجدة فولر
- جوش ستيوارت كما لطيف كورتيس
- تيلدا سوينتون في دور إليزابيث أبوت
- بيانكا شيمينيلو كصديق ديزي
- رامباي موهادي كما نغوندا أوتي

## التصوير

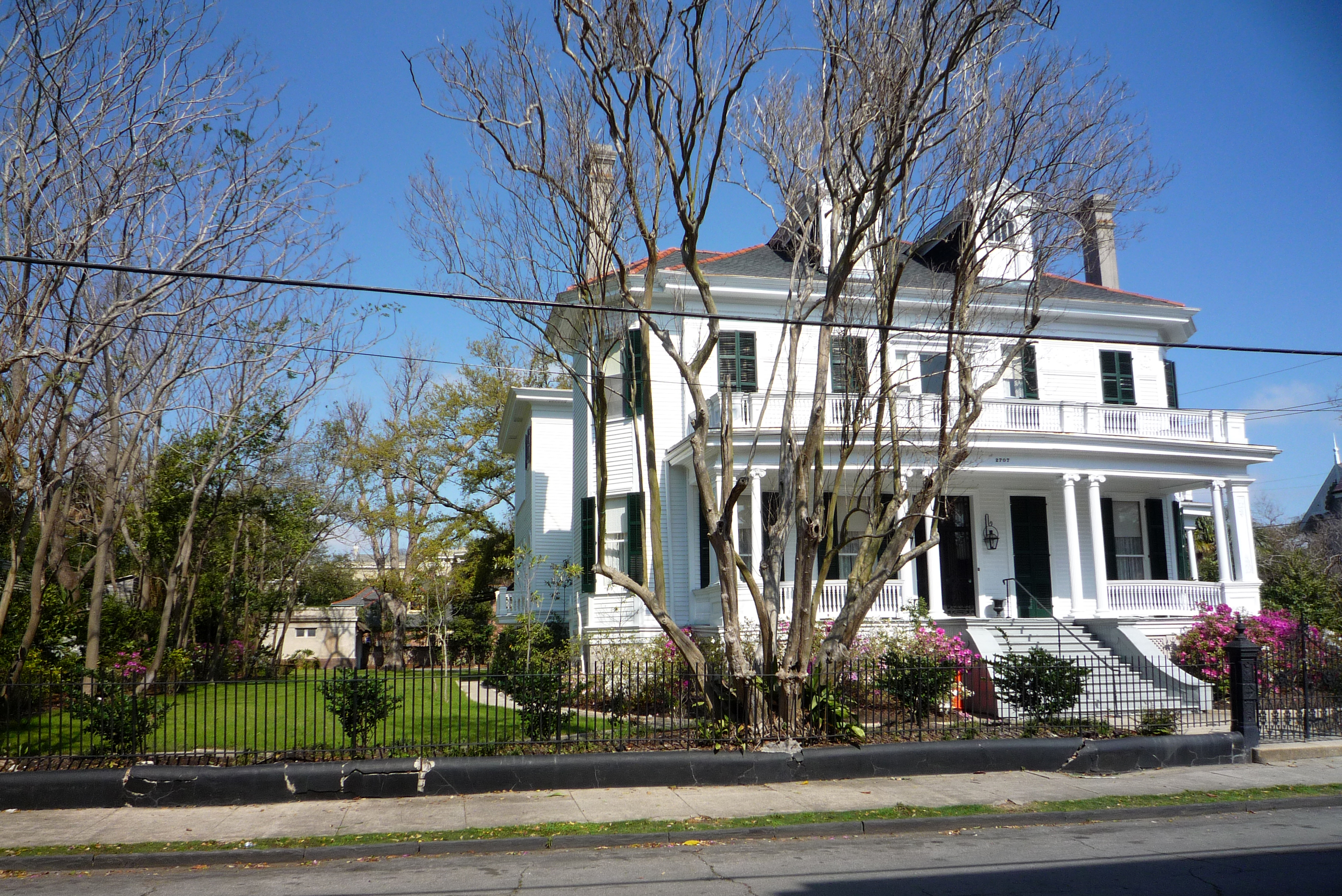
تم إجراء بعض أعمال التصوير في منطقة الحديقة في نيو أورلينز

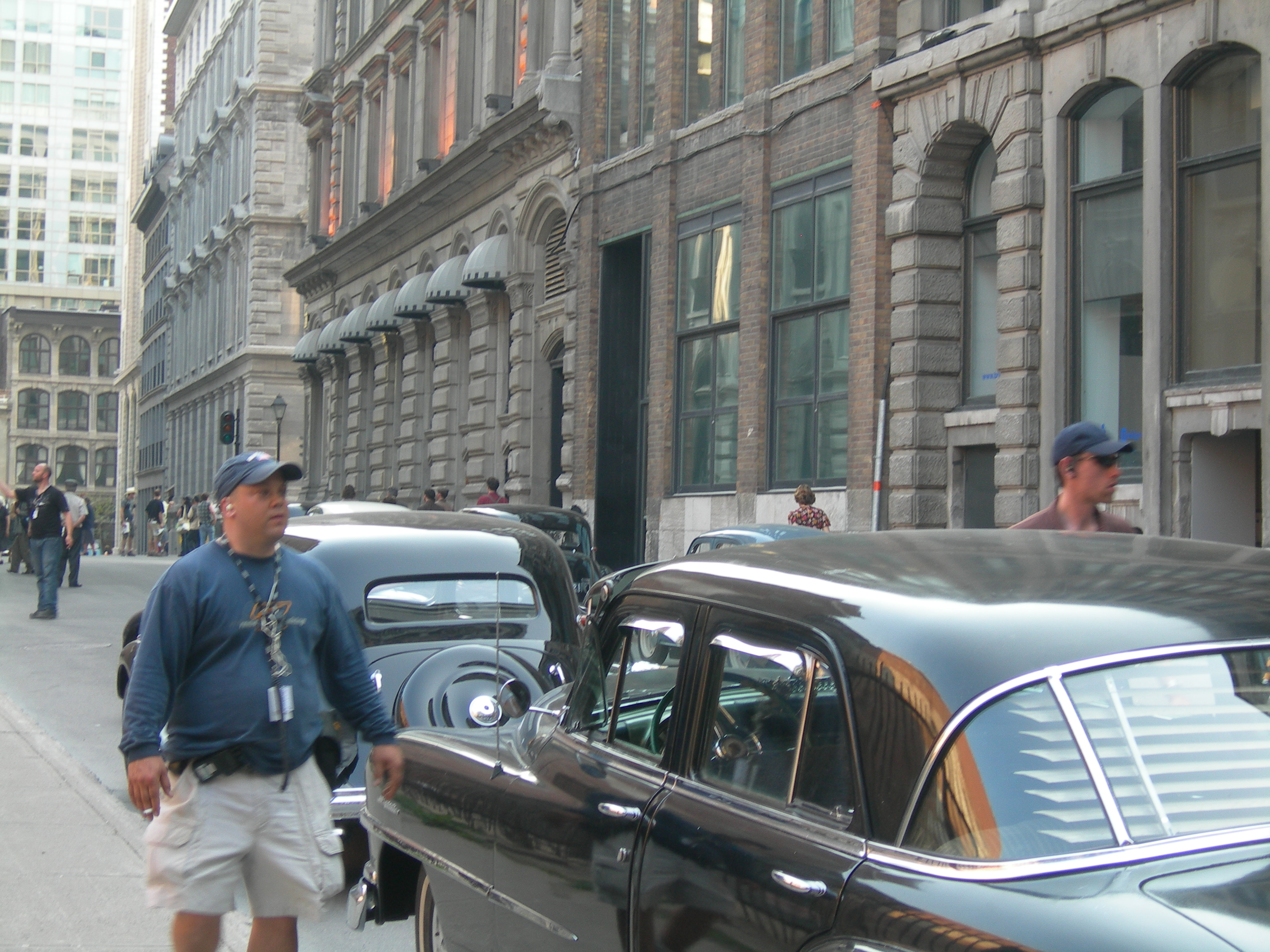
تصوير مشاهد باريسية في مونتريال القديمة

تم اختيار نيو أورلينز، لويزيانا والمنطقة المحيطة بها كموقع لتصوير الفيلم للاستفادة من حوافز الإنتاج التي تقدمها الولاية، وكان من المقرر أن يبدأ التصوير في أكتوبر 2006. من خلال التصوير في لويزيانا والاستفادة من حوافز الدولة السينمائية، حصل الإنتاج على 27 مليون دولار، والتي تم استخدامها لتمويل جزء كبير من ميزانية الفيلم البالغة 167 مليون دولار. بدأ تصوير الفيلم في 6 نوفمبر 2006 في نيو أورلينز. في يناير 2007، انضمت بلانشيت إلى التصوير. أشاد فينشر بسهولة الوصول إلى المجموعات الريفية والحضرية في نيو أورلينز، وقال إن التعافي من إعصار كاترينا لم يكن بمثابة عائق غير نمطي للإنتاج.
في مارس 2007، انتقل الإنتاج إلى لوس أنجلوس لمدة شهرين آخرين من التصوير. استمرّ التصوير الرئيسي لمدة 150 يومًا. كان هناك حاجة إلى وقت إضافي في مجال التأثيرات المرئية لتحول شخصية براد بيت إلى مرحلة الرضيع. استخدم المخرج نظام كاميرا يسمى كونتور، طوره ستيف بيرلمان، لالتقاط بيانات تُغيّر الوجه من عروض الحركة الحية.
تم إنشاء العديد من البيئات الرقمية للفيلم بواسطة (Matte World Digital)، بما في ذلك لقطات متعددة للداخلية لمحطة قطار نيو أورلينز، لإظهار التعديلات المعمارية والتدهور عبر العصور المختلفة. تم بناء محطة القطار كنموذج ثلاثي الأبعاد وتمت إضافة تأثيرات الإضاءة والشيخوخة، باستخدام برنامج التقديم (Maxwell) الخاص بـ (Next Limit). تم الانتهاء من الإنتاج الكلي في سبتمبر 2007.

## الإصدار
كان من المقرر إصدار الفيلم في دور العرض في مايو 2008، ولكن تم تأجيله إلى 26 نوفمبر 2008. تم نقل تاريخ الإصدار مرة أخرى إلى 25 ديسمبر في الولايات المتحدة، و16 يناير 2009 في المكسيك، و6 فبراير في المملكة المتحدة، و13 فبراير في إيطاليا، و27 فبراير في جنوب إفريقيا.

### شباك التذاكر
في يوم الافتتاح، حلّ الفيلم في المركز الثاني خلف مارلي وأنا، في أمريكا الشمالية بمبلغ 11,871,831 دولارًا في 2988 دار عرض بمتوسط 3,973 دولار. ومع ذلك، خلال عطلة نهاية الأسبوع الافتتاحية، انخفض الفيلم إلى المركز الثالث خلف مارلي وأنا وقصص ما قبل النوم بمبلغ 26,853,816 دولارًا في 2,988 دار عرض بمتوسط 8,987 دولارًا. وصل الفيلم إلى 127.5 مليون دولار محليًا و 208.3 مليون دولار في الأسواق الخارجية، بإجمالي إجمالي قدره 335.8 مليون دولار.

### وسائط منزلية
تم إصدار الفيلم على قرص دي في دي في 5 مايو 2009 بواسطة باراماونت بيكتشرز، وعلى بلو راي ودي في دي بواسطة (The Criterion Collection). يتضمن الإصدار المعياري أكثر من ثلاث ساعات من الميزات الخاصة، وفيلم وثائقي حول صناعة الفيلم.
اعتبارًا من 1 نوفمبر 2009، باع الفيلم 2,515,722 نسخة دي في دي، وحقق 41,196,515 دولارًا من عائدات المبيعات.

## الاستقبال

### استقبال الجمهور
أفاد مجمع المراجعة روتن توميتوز أن 71٪ من النقاد قدموا تقييمات إيجابية للفيلم بناءً على 254 مراجعة، بمتوسط تقييم 7.11 / 10. يقرأ الإجماع: «الفيلم هو قصة خيالية ملحمية مع رواية غنية بقصص مدعومة بأداء رائع.» في نال الفيلم على ميتاكريتيك متوسط درجات بلغت 70 من 100، استناداً إلى 37 مراجعة. ذكرت ياهو! موفيز أن الفيلم حصل على متوسط درجة B+ بناءً على 12 مراجعة. منح الجمهور الذي استطلع آراؤه على سينماسكور الفيلم درجة A- على مقياس من A إلى F.

### الجوائز
| الجائزة                                              | الفئة                                                                                                   | المستلم                                                                         | النتيجة | مرجع          |
| ---------------------------------------------------- | --- | ------------------------------------------------------------------------------- | ------- | ------------- |
| جوائز الأوسكار                                       | أفضل فيلم                                                                                               | كاثلين كينيدي، وفرانك مارشال وسين شافين                                         | رُشِّح     | [ 28 ]        |
| جوائز الأوسكار                                       | أفضل مخرج                                                                                               | ديفيد فينشر                                                                     | رُشِّح     | [ 28 ]        |
| جوائز الأوسكار                                       | أفضل ممثل                                                                                               | براد بيت                                                                        | رُشِّح     | [ 28 ]        |
| جوائز الأوسكار                                       | أفضل ممثلة مساعدة                                                                                       | تاراجي بيندا هينسون                                                             | رُشِّح     | [ 28 ]        |
| جوائز الأوسكار                                       | أفضل سيناريو مقتبس                                                                                      | اريك روث وروبن سويكورد                                                          | رُشِّح     | [ 28 ]        |
| جوائز الأوسكار                                       | أفضل مونتاج                                                                                             | كيرك باكستر وأنغوس وول                                                          | رُشِّح     | [ 28 ]        |
| جوائز الأوسكار                                       | أفضل تصوير سينمائي                                                                                      | كلاوديو ميراندا                                                                 | رُشِّح     | [ 28 ]        |
| جوائز الأوسكار                                       | أفضل تصميم إنتاج                                                                                        | الإخراج الفني: دونالد غراهام بيرت؛ الديكور: فيكتور زولفو                        | فوز     | [ 28 ]        |
| جوائز الأوسكار                                       | أفضل تصميم أزياء                                                                                        | جاكلين ويست                                                                     | رُشِّح     | [ 28 ]        |
| جوائز الأوسكار                                       | أفضل مكياج وتصفيف شعر                                                                                   | جريج كانوم                                                                      | فوز     | [ 28 ]        |
| جوائز الأوسكار                                       | أفضل موسيقى تصويرية                                                                                     | ألكسندر ديسبلا                                                                  | رُشِّح     | [ 28 ]        |
| جوائز الأوسكار                                       | أفضل خلط أصوات                                                                                          | دايفيد باركر، ومايكل سيمانيك، ورين كلايس، ومارك وينجارتن                        | رُشِّح     | [ 28 ]        |
| جوائز الأوسكار                                       | أفضل تأثيرات بصرية                                                                                      | اريك باربا، وستيف بريج، وبورت دالتون، وكرايغ بارون                              | فوز     | [ 28 ]        |
| الجمعية الأمريكية للمصورين السينمائيين               | جائزة الجمعية الأمريكية للمصورين السينمائيين للإنجاز المتميز في التصوير السينمائي في الإصدارات المسرحية | كلاوديو ميراندا                                                                 | رُشِّح     | [ 29 ]        |
| جوائز جمعية أوستن لنقاد السينما                      | أفضل ممثلة مساعدة                                                                                       | تراجي ب. هينسون                                                                 | فوز     | [ 30 ]        |
| جوائز الأكاديمية البريطانية للأفلام                  | أفضل فيلم                                                                                               | كاثلين كينيدي فرانك مارشال سين شافين                                            | رُشِّح     | [ 31 ]        |
| جوائز الأكاديمية البريطانية للأفلام                  | أفضل مخرج                                                                                               | ديفيد فينشر                                                                     | رُشِّح     | [ 31 ]        |
| جوائز الأكاديمية البريطانية للأفلام                  | أفضل سيناريو مقتبس                                                                                      | إريك روث                                                                        | رُشِّح     | [ 31 ]        |
| جوائز الأكاديمية البريطانية للأفلام                  | أفضل ممثل                                                                                               | براد بيت                                                                        | رُشِّح     | [ 31 ]        |
| جوائز الأكاديمية البريطانية للأفلام                  | أفضل مكياج وتصفيف شعر                                                                                   | جين بلاك كولين كالاهان                                                          | فوز     | [ 31 ]        |
| جوائز الأكاديمية البريطانية للأفلام                  | أفضل تصوير سينمائي                                                                                      | كلاوديا ميراندا                                                                 | رُشِّح     | [ 31 ]        |
| جوائز الأكاديمية البريطانية للأفلام                  | أفضل مونتاج                                                                                             | كيرك باكستر انجوس وول                                                           | رُشِّح     | [ 31 ]        |
| جوائز الأكاديمية البريطانية للأفلام                  | أفضل تصميم إنتاج                                                                                        | دونالد جراهام بيرت فيكتور زولفو                                                 | فوز     | [ 31 ]        |
| جوائز الأكاديمية البريطانية للأفلام                  | أفضل تصميم أزياء                                                                                        | جاكلين ويست                                                                     | رُشِّح     | [ 31 ]        |
| جوائز الأكاديمية البريطانية للأفلام                  | أفضل موسيقي أفلام                                                                                       | ألكسندر ديسبلا                                                                  | رُشِّح     | [ 31 ]        |
| جوائز الأكاديمية البريطانية للأفلام                  | أفضل مؤثرات بصرية                                                                                       | إريك باربا كريغ بارون ناثان ماكغينيس إدسون وليامز                               | فوز     | [ 31 ]        |
| جائزة اختيار النقاد للأفلام                          | Best Film ‏                                                                                              | الحالة المحيرة لبنجامين بتن                                                     | رُشِّح     | [ 32 ]        |
| جائزة اختيار النقاد للأفلام                          | أفضل ممثل                                                                                               | براد بيت                                                                        | رُشِّح     | [ 32 ]        |
| جائزة اختيار النقاد للأفلام                          | أفضل ممثلة                                                                                              | كيت بلانشيت                                                                     | رُشِّح     | [ 32 ]        |
| جائزة اختيار النقاد للأفلام                          | أفضل مخرج                                                                                               | ديفيد فينشر                                                                     | رُشِّح     | [ 32 ]        |
| جائزة اختيار النقاد للأفلام                          | أفضل ممثلة مساعدة                                                                                       | تراجي ب. هينسون                                                                 | رُشِّح     | [ 32 ]        |
| جائزة اختيار النقاد للأفلام                          | أفضل طاقم                                                                                               | الحالة المحيرة لبنجامين بتن                                                     | رُشِّح     | [ 32 ]        |
| جائزة اختيار النقاد للأفلام                          | أفضل سيناريو                                                                                            | إريك روث                                                                        | رُشِّح     | [ 32 ]        |
| جائزة اختيار النقاد للأفلام                          | أفضل ملحن                                                                                               | ألكسندر ديسبلا                                                                  | رُشِّح     | [ 32 ]        |
| جمعية شيكاغو لنقاد السينما                           | أفضل فيلم                                                                                               | الحالة المحيرة لبنجامين بتن                                                     | رُشِّح     |               |
| جمعية شيكاغو لنقاد السينما                           | أفضل مخرج                                                                                               | ديفيد فينشر                                                                     | رُشِّح     |               |
| جمعية شيكاغو لنقاد السينما                           | أفضل سيناريو مقتبس                                                                                      | إريك روث                                                                        | رُشِّح     |               |
| جمعية شيكاغو لنقاد السينما                           | أفضل تصوير سينمائي                                                                                      | كلاوديو ميراندا                                                                 | رُشِّح     |               |
| جمعية شيكاغو لنقاد السينما                           | أفضل موسيقى تصويرية                                                                                     | ألكسندر ديسبلا                                                                  | رُشِّح     |               |
| جائزة نقابة المخرجين الأمريكيين                      | الإخراج المتميز - فيلم روائي طويل                                                                       | ديفيد فينشر                                                                     | رُشِّح     |               |
| جوائز الغولدن غلوب                                   | أفضل فيلم - دراما                                                                                       | الحالة المحيرة لبنجامين بتن                                                     | رُشِّح     | [ 33 ]        |
| جوائز الغولدن غلوب                                   | أفضل ممثل - فيلم دراما                                                                                  | براد بيت                                                                        | رُشِّح     | [ 33 ]        |
| جوائز الغولدن غلوب                                   | أفضل مخرج                                                                                               | ديفيد فينشر                                                                     | رُشِّح     | [ 33 ]        |
| جوائز الغولدن غلوب                                   | أفضل سيناريو                                                                                            | إريك روث                                                                        | رُشِّح     | [ 33 ]        |
| جوائز الغولدن غلوب                                   | أفضل موسيقى تصويرية                                                                                     | ألكسندر ديسبلا                                                                  | رُشِّح     | [ 33 ]        |
| جمعية هيوستن لنقاد السينما                           | أفضل فيلم                                                                                               | الحالة المحيرة لبنجامين بتن                                                     | فوز     |               |
| جمعية هيوستن لنقاد السينما                           | أفضل مخرج                                                                                               | ديفيد فينشر                                                                     | رُشِّح     |               |
| جمعية هيوستن لنقاد السينما                           | أفضل ممثل                                                                                               | براد بيت                                                                        | رُشِّح     |               |
| جمعية هيوستن لنقاد السينما                           | أفضل ممثلة                                                                                              | كيت بلانشيت                                                                     | رُشِّح     |               |
| جمعية هيوستن لنقاد السينما                           | أفضل ممثلة مساعدة                                                                                       | تراجي ب. هينسون                                                                 | رُشِّح     |               |
| جمعية هيوستن لنقاد السينما                           | أفضل سيناريو                                                                                            | إريك روث                                                                        | رُشِّح     |               |
| جمعية هيوستن لنقاد السينما                           | أفضل تصوير سينمائي                                                                                      | كلاوديو ميراندا                                                                 | فوز     |               |
| جمعية هيوستن لنقاد السينما                           | أفضل موسيقى                                                                                             | ألكسندر ديسبلا                                                                  | رُشِّح     |               |
| جوائز جمعية لاس فيغاس لنقاد السينما                  | أفضل إخراج فني                                                                                          | الحالة المحيرة لبنجامين بتن                                                     | فوز     |               |
| جوائز جمعية لاس فيغاس لنقاد السينما                  | أفضل تصوير سينمائي                                                                                      | كلاوديو ميراندا                                                                 | فوز     |               |
| جوائز جمعية لاس فيغاس لنقاد السينما                  | أفضل تصميم أزياء                                                                                        | جاكلين ويست                                                                     | فوز     |               |
| دائرة نقاد لندن                                      | أفضل فيلم                                                                                               | الحالة المحيرة لبنجامين بتن                                                     | رُشِّح     |               |
| دائرة نقاد لندن                                      | مخرج السنة                                                                                              | ديفيد فينشر                                                                     | فوز     |               |
| دائرة نقاد لندن                                      | الممثلة البريطانية الداعمة للعام                                                                        | تيلدا سوينتون                                                                   | فوز     |               |
| دائرة نقاد لندن                                      | كاتب سيناريو العام                                                                                      | إريك روث                                                                        | رُشِّح     |               |
| جوائز إم تي في للأفلام                               | أفضل أداء                                                                                               | تراجي ب. هينسون                                                                 | رُشِّح     | [ 34 ]        |
| المجلس الوطني للمراجعة                               | المجلس الوطني للمراجعة: أفضل عشرة أفلام                                                                 | الحالة المحيرة لبنجامين بتن                                                     | فوز     | [ 32 ] [ 35 ] |
| المجلس الوطني للمراجعة                               | أفضل مخرج                                                                                               | ديفيد فينشر                                                                     | فوز     | [ 32 ] [ 35 ] |
| المجلس الوطني للمراجعة                               | أفضل سيناريو مقتبس                                                                                      | إريك روث                                                                        | فوز     | [ 32 ] [ 35 ] |
| جائزة ساتالايت                                       | أفضل سيناريو مقتبس                                                                                      | إريك روث روبن سويكورد                                                           | رُشِّح     |               |
| جائزة ساتالايت                                       | أفضل إخراج فني وتصميم إنتاج                                                                             | دونالد غراهام بيرت توم ريتا                                                     | رُشِّح     |               |
| جائزة ساتالايت                                       | أفضل تصوير سينمائي                                                                                      | كلاوديو ميراندا                                                                 | رُشِّح     |               |
| جائزة ساتالايت                                       | أفضل تصميم أزياء                                                                                        | جاكلين ويست                                                                     | رُشِّح     |               |
| جائزة زحل                                            | أفضل فيلم خيال                                                                                          | الحالة المحيرة لبنجامين بتن                                                     | فوز     |               |
| جائزة زحل                                            | أفضل مخرج                                                                                               | ديفيد فينشر                                                                     | رُشِّح     |               |
| جائزة زحل                                            | أفضل كتابة                                                                                              | إريك روث                                                                        | رُشِّح     |               |
| جائزة زحل                                            | أفضل ممثل                                                                                               | براد بيت                                                                        | رُشِّح     |               |
| جائزة زحل                                            | أفضل ممثلة                                                                                              | كيت بلانشيت                                                                     | رُشِّح     |               |
| جائزة زحل                                            | أفضل ممثلة مساعدة                                                                                       | تيلدا سوينتون                                                                   | فوز     |               |
| جائزة زحل                                            | أفضل موسيقى                                                                                             | ألكسندر ديسبلا                                                                  | رُشِّح     |               |
| جائزة زحل                                            | أفضل مكياج                                                                                              | جريج كانوم                                                                      | فوز     |               |
| جائزة زحل                                            | أفضل مؤثرات مرئية                                                                                       | الحالة المحيرة لبنجامين بتن                                                     | رُشِّح     |               |
| جوائز سكريم                                          | أفضل ممثل                                                                                               | براد بيت                                                                        | رُشِّح     |               |
| جائزة نقابة ممثلي الشاشة                             | أداء متميز من قبل ممثل ذكر في دور قيادي                                                                 | براد بيت                                                                        | رُشِّح     |               |
| جائزة نقابة ممثلي الشاشة                             | أداء متميز من قبل أنثى في دور داعم                                                                      | تراجي ب. هينسون                                                                 | رُشِّح     |               |
| جائزة نقابة ممثلي الشاشة                             | أداء متميز من قبل فريق التمثيل في صورة متحركة                                                           | الحالة المحيرة لبنجامين بتن                                                     | رُشِّح     |               |
| جوائز جمعية سانت لويس جيتواي لنقاد السينما لعام 2008 | أفضل فيلم                                                                                               | الحالة المحيرة لبنجامين بتن                                                     | فوز     | [ 36 ]        |
| دائرة نقاد فانكوفر للأفلام                           | أفضل مخرج                                                                                               | ديفيد فينشر                                                                     | فوز     | [ 37 ]        |
| جمعية المؤثرات البصرية                               | مؤثرات بصرية رائعة في صورة متحركة ذات تأثيرات بصرية                                                     | اريك باربا إدسون وليامز ناثان ماكجينيس ليزا بيرود                               | فوز     | [ 38 ]        |
| جمعية المؤثرات البصرية                               | أفضل تأثير بصري فردي لهذا العام                                                                         | اريك باربا ليزا بيرود ستيف بريج جوناثان ليت عن فيلم "Benjamin's Secret"         | فوز     | [ 38 ]        |
| جمعية المؤثرات البصرية                               | شخصية متحركة رائعة في حركة حية                                                                          | ستيف بريج ماتياس ويتمان توم سانت اماند ديفيد ماكلين عن "Benjamin Button"        | فوز     | [ 38 ]        |
| جمعية المؤثرات البصرية                               | التركيب الرائع في صورة متحركة مميزة                                                                     | جانيل كروشو بول لامبرت سونيا بورشارد سراجين جافيلو عن "Benjamin Comes Together" | فوز     | [ 38 ]        |
| جمعية واشنطن العاصمة لنقاد السينما                   | أفضل إخراج فني                                                                                          | الحالة المحيرة لبنجامين بتن                                                     | فوز     |               |
| جوائز نقابة الكتاب الأمريكية                         | جائزة نقابة الكتاب الأمريكية لأفضل سيناريو مقتبس                                                        | إريك روث روبن سويكورد                                                           | رُشِّح     |               |